# Bizantyjska noc
Bizantyjska noc – powieść historyczna Sławomira Siereckiego wydana w 1982 roku.

## Opis fabuły
Książka jest opowieścią dotyczącą walk o władzę Justyniana II (685–695 i 705–711) i Filipikosa Bardanesa (711-713). 